# Leucania intermissa
Leucania intermissa là một loài bướm đêm trong họ Noctuidae.